# Ministerio de Aeronáutica (Argentina)
El Ministerio de Aeronáutica fue una cartera de la administración pública nacional de Argentina que existió entre 1949 y 1958. Integraba funciones civiles y militares, teniendo a su cargo todo lo relativo con la aviación civil, militar y comercial, sobre la base de la «teoría del poder aéreo indivisible». Tuvo a su cargo la Fuerza Aérea Argentina.
Fue creado el 11 de marzo de 1949 por primera disposición transitoria de la reforma de la Constitución de la Nación Argentina sancionada ese día. Con su disolución el 13 de junio de 1958, fue integrado en el Ministerio de Defensa Nacional, junto con las Secretarías de Guerra y de Marina.

## Historia
El 4 de enero de 1945 nació la Secretaría de Aeronáutica por decreto n.º 288/45 del presidente de facto Edelmiro Julián Farrell, lo que constituyó la fundación de la Fuerza Aérea Argentina como arma independiente del Ejército Argentino.
La reforma de la Constitución de la Nación Argentina del 4 de marzo de 1949, durante el gobierno de Juan Domingo Perón, constituyó a la entonces Secretaría de Aeronáutica en el «Ministerio Secretaría de Estado en el Departamento de Aeronáutica» en su primera disposición transitoria, pasando a integrar el gabinete nacional.
El 7 de julio de 1949 el Congreso de la Nación sancionó la Ley N.º 13 529 que fijó las competencias de todos los ministerios, incluyendo el de Aeronáutica. El mismo quedó a cargo de la aviación militar —excepto la Aviación Naval que quedó en la órbita del Ministerio de Marina—, la aviación civil y la industria aeronáutica. Por otra parte, la aviación comercial y las líneas aéreas estatales —que hasta 1948 se encontraban en la Secretaría de Aeronáutica— fueron colocadas en la órbita del Ministerio de Transportes hasta 1956.

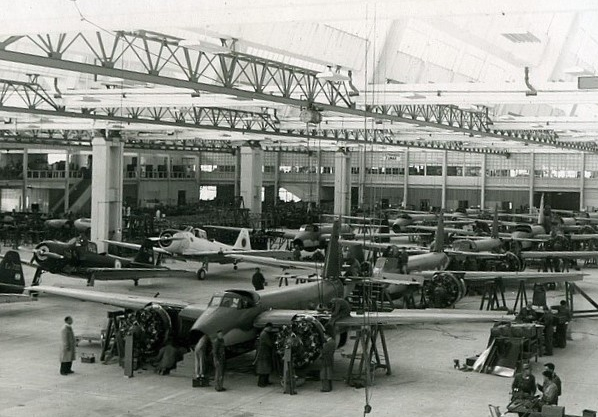
Vista de la Fábrica Militar de Aviones de Córdoba, alrededor del año 1950.

Fue nombrado ministro en 1949 el brigadier mayor César Ojeda, quien dimitió en 1951 al adherirse varios de sus subalternos a un intento de golpe de Estado contra el gobierno constitucional de Perón. En su lugar asumió el brigadier mayor Juan Ignacio San Martín.
En el marco del Segundo Plan Quinquenal, el Ministerio de Aeronáutica incorporó la producción automotriz (que hasta entonces le correspondía a la Dirección General de Fabricaciones Militares), creándose en 1952 Industrias Aeronáuticas y Mecánicas del Estado (IAME), con base en el Instituto Aerotécnico.
Al ser derrocado el gobierno de Perón en septiembre de 1955 por la autoproclamada «Revolución Libertadora», asumió el cargo el brigadier Ramón A. Abrahín (1955–1956) y luego los comodoros Julio César Krause (1956–1957), Eduardo F. Mc Loughlin (1957) y comodoro Jorge H. Landaburu (1957–1958). El brigadier Roberto Huerta asumió en 1958 en el gobierno constitucional de Arturo Frondizi.
Durante la presidencia de Frondizi, el Ministerio de la Secretaría de Estado en el Departamento de Aeronáutica fue reemplazado por la «Secretaría de Estado de Aeronáutica», según los artículos 1 y 13 de la Ley Orgánica de los Ministerios N.º 14 439 del 13 de junio de 1958. Finalmente el 23 de septiembre de 1966, la Secretaría de Estado de Aeronáutica fue disuelta por la Ley N.º 16 956 de Ministerios sancionada por el gobierno de facto de la autoproclamada «Revolución Argentina».

## Organismos dependientes
En 1951 se creó el Comando en Jefe de la Fuerza Aérea, bajo la dependencia del Ministerio de Aeronáutica. Al año siguiente se creó el Grupo de Instrucción de Vigilancia Aérea, también dependiente del ministerio.
Por decreto n.º 6 136/56 del 5 de abril de 1956, el gobierno de facto de la autoproclamada «Revolución Libertadora» transfirió la Dirección Nacional de Transporte Aéreo, la Administración General de Aeropuertos Comerciales y la Administración General de Aerolíneas Argentinas a la órbita del Ministerio de Aeronáutica.
En enero de 1957 se creó en el ámbito del ministerio, la Dirección Nacional de Fabricación e Investigación Aeronáutica (DINFIA), sobre la base de IAME. En mayo de 1957, se transfirió el Servicio Meteorológico Nacional desde el ámbito del Ministerio de Agricultura y Ganadería de la Nación.
El ministerio también estuvo a cargo de Líneas Aéreas del Estado (LADE), del Instituto de Derecho Aeronáutico y del Seguro Aeronáutico del Estado.

## Competencias
Sus competencias fueron establecidas por el artículo 31 de la ley N.º 13 529, que fijó las competencias de todos los ministerios, sancionada el 7 de julio de 1949 y promulgada al día siguiente. Las competencias eran «Lo concerniente a los actos del presidente de la Nación que se refieren al ejercicio de sus atribuciones constitucionales relacionadas con las fuerzas armadas aéreas y como representante del Estado en el espacio aéreo en que deban actuar».
Las mismas fueron luego modificadas por el artículo 4 de la Ley Orgánica de los Ministerios del Poder Ejecutivo N.º 14 303, promulgada el 28 de julio de 1954.
En julio de 1956, por el Decreto Ley N.º 12 507/56 de «Política Nacional Aeronáutica» (ratificado por Ley Nº 14.467), al Ministerio de Aeronáutica se le otorgó competencias en materia de aviación comercial, servicios de protección al vuelo, y la operación de todos los aeródromos públicos del país, como así también la planificación y construcción de la red de aeródromos públicos. Las mismas se encontraban en el ámbito de la Secretaría y luego del Ministerio de Transportes desde 1948.